# Høgnorsk
Høgnorsk (etwa Hochnorwegisch) ist heute eine inoffizielle Variante des Nynorsk, eine Sprachform, die dem originalen Landsmål von Ivar Aasen ähnlich ist. Die Benutzer des Høgnorsk lehnen die offiziellen Reformen des Nynorsk von 1938 ab, da sie als Mischung mit dem dänisch abgestammten Bokmål gelten. 
Diese Sprache wird heute schriftlich nur von einer sehr kleinen Gruppe Norweger verwendet, doch Elemente des Hochnorwegischen finden immer noch bei vielen Raum. Die Schreibweise wirkt oft archaisch auf die Mehrheit der Norweger, im Mündlichen aber lässt sich die Sprache kaum von den traditionellen Mundarten und darauf gebauter Normalsprache scheiden. Nur werden im Hochnorwegischen eher einheimische Wörter verwendet, wogegen Bokmål oder dazu angepasstes Nynorsk der dänischen Schreibtradition folgen. Høgnorsk ist in diesem Sinne die reine Tradition der Ausbausprache im Nynorsk. Die Grenze zwischen Høgnorsk und Nynorsk lässt sich also nicht immer genau feststellen. So hat zum Beispiel der Schriftsteller Johannes Heggland seine Werke nach dem Wunsch des Verlegers in der offiziellen Schreibweise ausgeben lassen, obwohl er der hochnorwegischen Tradition folgte. 
Ein großer Teil des norwegischen Gesangschatzes sowie anderer Literatur ist in einem Norwegisch verfasst, das aus heutiger Perspektive weitgehend dem Høgnorsk entspricht, damals allerdings der Landsmålnorm entsprach. Die erste vollständige Bibelausgabe auf Nynorsk (hauptsächlich durch Alexander Seippel) erschien 1921 in dieser Form. 1938 erschien noch eine hochnorwegische Übersetzung von Bischof Ragnvald Indrebø und seinem Bruder Gustav Indrebø. Diese wurde 1978 offiziell in der Kirche abgelöst, ist aber immer noch beliebt. Unter den Schriftstellern, die in einem Nynorsk schrieben, das dem Høgnorsk sehr nahekommt, befinden sich Ivar Aasen, Aasmund Olavsson Vinje, Arne Garborg, Elias Blix, Olav Aukrust, Olav H. Hauge – deren Nynorsk entsprach allerdings dem damaligen Nynorskstandard.
Die Interessenvertretung der Anhänger des Høgnorsk ist das Vestmannalaget.